# 포이니케

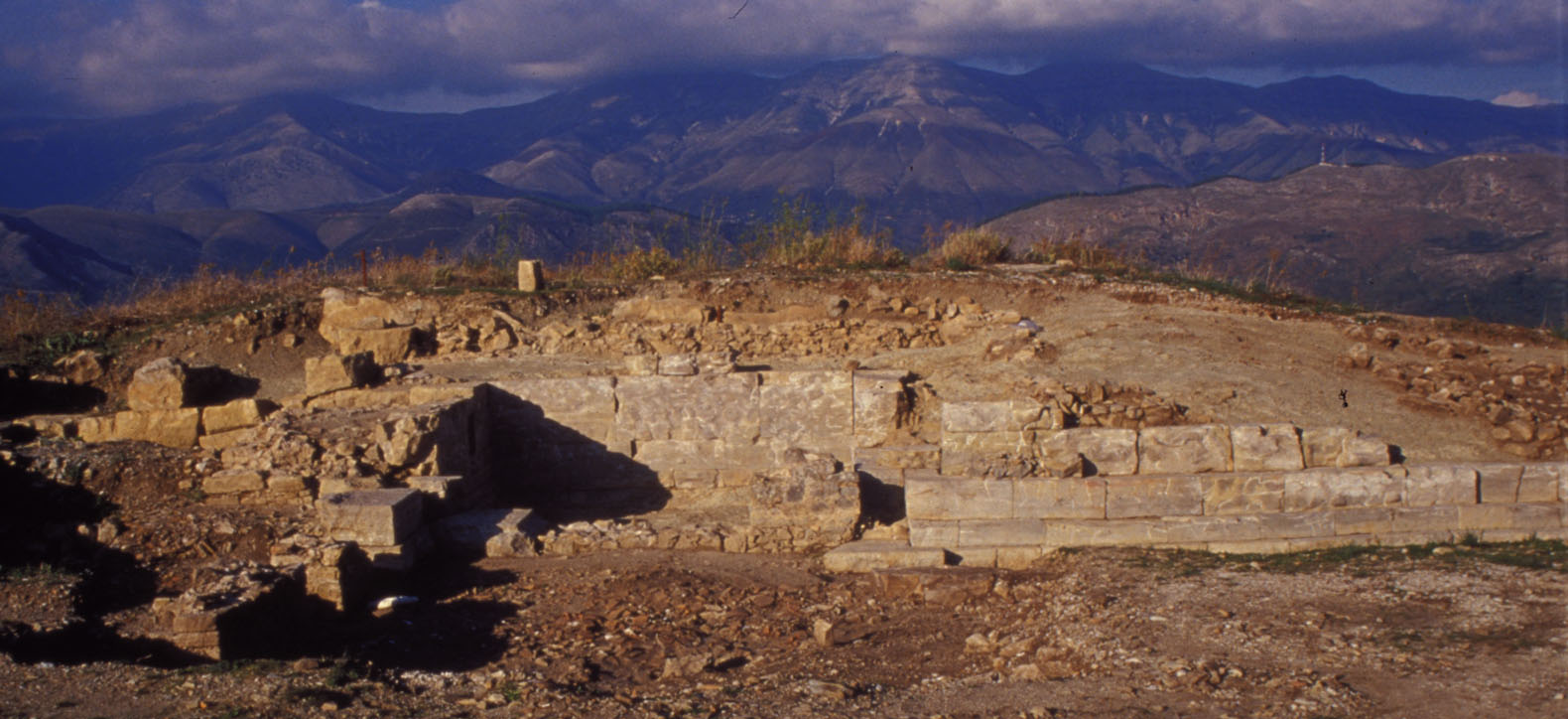

포이니케(고대 그리스어: Φοινίκη)는 고대 그리스 이피로스에 있었던 도시이며, 카오니아의 수도였다. 이곳은 제1차 마케도니아 전쟁을 끝낸 〈포이니케 조약〉을 맺었던 곳이기도 하며, 로마에 의해 정복될 때까지 그리스 도시들 중 가장 부유했던 곳 중의 하나이다. 비잔틴 제국 초기에는 주교의 관구였다. 현재는 알바니아의 고고학적 공원이기도 하며, 알바니아의 남쪽에 위치한 ‘피니치’(Finiq)라는 같은 이름을 가진 현대적 도시 위쪽의 언덕에 위치해 있다.

## 같이 보기
- 포이니케 조약
- 포이니케 여인들